# Gebhard Kaiser
Gebhard Kaiser (* 21. Dezember 1948 in Wiggensbach) ist ein deutscher Politiker (CSU) und war von März 1996 bis Mai 2014 Landrat des Landkreises Oberallgäu. Nachfolger wurde sein Vertreter Anton Klotz.

## Leben und Werk
Nach einer Lehre als Käser in Wiggensbach besuchte er die Handelsschule in Kempten und durchlief anschließend eine Ausbildung im gehobenen nichttechnischen Dienst beim Finanzamt Kempten zum Diplom-Finanzwirt (FH). Von 1973 bis 1975 war Kaiser Gemeinderat in seiner Heimatgemeinde Wiggensbach und danach von 1975 bis 1986 deren Bürgermeister.
Er ist römisch-katholischen Glaubens, verheiratet und hat drei Töchter.
Kaiser ist Ehrenvorsitzender des Bezirksverbandes Schwaben des Bayerischen Siedlerbundes, Ehrenmitglied des Kemptener Kinderhilfevereins „Leuchtende Augen e. V.“ und darüber hinaus Ehrenvorsitzender des CSU-Kreisverbandes Oberallgäu.

## Politik
Von 1986 bis 1994 war Gebhard Kaiser CSU-Abgeordneter im Bayerischen Landtag, wo er als wohnungspolitischer Sprecher der CSU-Fraktion fungierte. Von 2003 bis 2008 saß er für den Stimmkreis Oberallgäu im Bezirkstag von Schwaben, wo er CSU-Fraktionsvorsitzender war und im Bezirksausschuss, Krankenhaus-Werkausschuss und Sozialhilfeausschuss mitarbeitete.
Von 1984 an bis zu dessen Tod 1995 war er Stellvertreter von Landrat Hubert Rabini, bevor er 1996 zum Landrat gewählt wurde.
Bereits seit 1990 ist er Vorsitzender des ZAK – „Zweckverbandes für Abfallwirtschaft Kempten“. Er fungierte außerdem als Verwaltungsratsvorsitzender der „Sparkasse Allgäu“ (seit 2006), als Stellvertretender Aufsichtsratsvorsitzender des 2010 neu gegründeten „Klinikverbunds Oberallgäu-Kempten“ und als Aufsichtsratsvorsitzender und Vorsitzender des Marketingbeirates der „Oberallgäu Tourismus Service GmbH“ (OATS).
Im Bayerischen Landkreistag nahm er folgende Funktionen wahr: Von 1996 bis 2001 war er Mitglied im Ausschuss für Wirtschafts- und Verkehrsfragen, von 1996 bis 2008 Mitglied im Ausschuss für Landesentwicklung und Umweltfragen, ab 1999 dessen Vorsitzender. Seit 2008 war er außerdem Vorsitzender des Bezirksverbandes Schwaben und gehörte damit dem Präsidium des Bayerischen Landkreistages an. Zugleich hatte er 2008 das Amt des Vorsitzenden im Ausschuss für Finanz- und Sparkassenfragen übernommen.
Im Deutschen Landkreistag war er von 1999 bis 2008 Mitglied im Umwelt- und Planungsausschuss, seit 2008 war er Mitglied im Finanzausschuss.
Darüber hinaus hat Kaiser zahlreiche öffentliche Ämter bei der Allgäu GmbH, dem Talentförderungsverein „ProSport Allgäu/Kleinwalsertal e. V.“, dem „Allgäuer Hilfsfonds e. V.“, dem „Kuratorium Sicheres Allgäu“, dem „Kolping-Bildungswerk in der Diözese Augsburg e. V.“ und ist Präsident der Euregio via salina.